# 고양시의 마을버스
고양시의 마을버스는 경기도 고양시를 중심으로 하여 운행중인 소규모 대중교통 수단이다. 2009년 3월 1일 노선 번호를 0+두 자리수로 일괄 조정하였다. 총 73개의 노선을 19개의 운수업체가 운영하고 있으며, 일부 노선의 경우 고양시 경계를 넘어 서울특별시까지 운행하거나 시내버스와 노선이 거의 유사한 경우도 있다.

## 운임
고양시의 마을버스 요금 체계는 경기도의 버스요금 체계를 따르나 독자적인 요금이 적용된다.
2017년 7월 29일 기준이다.
| 종류 | 나이                                 | 현금 (원) | 카드 (원) |
| ---- | ------------------------------------ | --------- | --------- |
| 마을 | 어른 (일반, 만 19세 이상)            | 1,100     | 1,050     |
| 마을 | 청소년 (중·고등학생, 만 13세 ~ 18세) | 800       | 740       |
| 마을 | 어린이 (초등학생, 만 7세 ~ 12세)     | 550       | 530       |

## 운수 업체
| 운행업체   | 노선 번호 | 등록 대수 |
| ---------- | --------- | --------- |
| 관산운수   | 025       | 4         |
| 관산운수   | 026       | 3         |
| 관산운수   | 036       | 2         |
| 관산운수   | 037       | 7         |
| 관산운수   | 058       | 5         |
| 관산운수   | 059       | 1         |
| 관산운수   | 088       | 4         |
| 성우교통   | 097       | 6         |
| 성우교통   | 098       | 1         |
| 성우교통   | 099       | 7         |
| 남정여객   | 071       | 4         |
| 남정여객   | 072       | 3         |
| 남정여객   | 073       | 2         |
| 남정여객   | 074       | 2         |
| 남정여객   | 079       | 1         |
| 대림교통   | 065       | 8         |
| 대덕운수   | 080       | 14        |
| 대덕운수   | 081       | 17        |
| 대덕운수   | 082       | 17        |
| 대덕운수   | 085       | 6         |
| 대덕운수   | 089       | 8         |
| 대화교통   | 056       | 12        |
| 대화교통   | 057       | 7         |
| 대화교통   | 061       | 4         |
| 대화교통   | 062       | 6         |
| 동일운수   | 012       | 4         |
| 동일운수   | 013       | 2         |
| 동일운수   | 015       | 3         |
| 동일운수   | 016       | 3         |
| 동일운수   | 017       | 1         |
| 동일운수   | 018       | 5         |
| 동일운수   | 019       | 3         |
| 백마운수   | 010       | 11        |
| 백마운수   | 038       | 8         |
| 백마운수   | 039       | 10        |
| 백마운수   | 050       | 2         |
| 백마운수   | 087       | 3         |
| 보람운수   | 022       | 3         |
| 보람운수   | 023       | 4         |
| 보람운수   | 024       | 5         |
| 보람운수   | 030       | 2         |
| 보람운수   | 031       | 2         |
| 보람운수   | 032       | 5         |
| 보람운수   | 035       | 3         |
| 보은교통   | 020       | 4         |
| 보은교통   | 021       | 6         |
| 부광운수   | 034       | 3         |
| 부광운수   | 070       | 1         |
| 부광운수   | 078       | 8         |
| 신일산교통 | 066A      | 9         |
| 신일산교통 | 066B      | 9         |
| 신일산운수 | 068       | 2         |
| 신일산운수 | 069       | 1         |
| 신일산운수 | 090       | 13        |
| 신일산운수 | 091       | 12        |
| 신일산운수 | 092       | 1         |
| 여산교통   | 033       | 2         |
| 여산교통   | 051       | 1         |
| 여산교통   | 052       | 5         |
| 여산교통   | 053       | 4         |
| 여산교통   | 055       | 1         |
| 주원교통   | 076       | 2         |
| 주원교통   | 077       | 3         |
| 주원교통   | 093       | 3+1       |
| 주원교통   | 094       | 1         |
| 한진교통   | 060       | 7         |
| 자안운수   | 011       | 3         |
| 자안운수   | 012       | 3         |
| 홍성       | 040       | 2         |
| 홍성       | 041       | 2         |
| 홍성       | 042       | 2         |
| 홍성       | 043       | 1         |
| 홍성       | 045       | 5         |
| 홍성       | 046       | 1         |
| 홍성       | 047       | 2         |
| 홍성       | 048       | 2         |
| 홍성       | 075A      | 4         |
| 홍성       | 075B      | 4         |
| 화정교통   | 027       | 3         |
| 화정교통   | 028       | 3         |
| 화정교통   | 029       | 2         |

## 노선 정보
| 노선 | 운행업체   | 운행구간                          | 운행구간 | 운행구간                  | 경유지 | 배차간격 (분)      | 구 번호       | 비고                                                            |  |
| ---- | ---------- | --------------------------------- | -------- | ------------------------- | --- | ------------------ | ------------- | --------------------------------------------------------------- |  |
| 010  | 백마운수   | 약산마을                          | ↔        | EBS                       | 하늘마을2단지, 풍산역, 저동고, 고양세무서, 일산동구청, 코스트코, 백석역, 국립암센터, 오마중고교, 현대백화점 |                    | 03-1 → 003    |                                                                 |  |
| 011  | 자안운수   | 행주나루터                        | ↔        | 화정역                    | 행주산성, 능곡역, 현대홈타운, 능곡고등학교, 고양경찰서, 덕양구청 | 20~40              | 15-1          |                                                                 |  |
| 012  | 동일운수   | 원당역                            | ↔        | 물구리                    | 성사1동, 원당시장, 성사고등학교, 원당골 | 40                 |               |                                                                 |  |
| 013  | 동일운수   | 원당역                            | ↔        | 원신동행복센터            | 성사1동, 원당시장, 성사고등학교, 수역이마을, 서삼릉입구, 삼릉역, 원당골 | 40(휴일 80분)      | 3             |                                                                 |  |
| 015  | 원당교통   | 성사중학교                        | ↔        | 신원당마을6단지           | 성사초등학교, 원당역, 신원당마을 | 8~12               | 1             |                                                                 |  |
| 016  | 동일운수   | 박재궁                            | ↔        | 화정역                    | 우인아파트, 우일시장, 원릉역, 성사고등학교, 원당시장, 성사1동, 원당역, 신원당마을, 고양어울림누리, 달빛마을, 화정1동, 명지병원, 용정초등학교, 덕양구청 | 40                 | 8-1           |                                                                 |  |
| 017A | 동일운수   | 산황동입구                        | ↔        | 원당역                    | 독곶이, 원당중학교, 고양시청, 성사1동 | 70                 | 9-1           |                                                                 |  |
| 017B | 동일운수   | 산황동입구                        | ↔        | 풍산동행복센터            | 백마역 |                    | 9-1           |                                                                 |  |
| 018  | 동일운수   | 원당역                            | ↔        | 산장아파트                | 성사1동, 원당시장, 고양시청, 원당초등학교, 우일시장 | 6~10               | 8             |                                                                 |  |
| 019  | 하나교통   | 원당역                            | ↔        | 벽산아파트                | 성사1동, 원당시장, 고양시청, 예중아파트 | 10~15              | 9             |                                                                 |  |
| 020  | 보은교통   | 화정역                            | ↔        | 가라뫼                    | 화정중앙공원, 옥빛마을, 지도초중학교, 햇빛마을, 가람초중학교 | 8~12               | 6-3           |                                                                 |  |
| 021  | 보은교통   | 화정역                            | ↔        | 행신역                    | 화정중앙공원, 지도초중학교, 백양고등학교, 햇빛마을, 서정고등학교, 서정마을, 가라뫼, 소만마을, 용현초등학교, 행신2동 | 8~12               | 8             |                                                                 |  |
| 022  | 보람운수   | 행신초등학교                      | ↔        | 난점마을                  | 샘터마을, 가라뫼, 서정마을, 한국항공대역, 화전동, 한국항공대학교 | 30~40              |               |                                                                 |  |
| 023  | 보람운수   | 화정역                            | ↔        | 행신역                    | 화정중앙공원, 화정2동, 백양고등학교, 햇빛마을, 샘터마을, 가라뫼, 서정고등학교, 서정마을, 강매역 | 15~20              | 20-1          |                                                                 |  |
| 024A | 보람운수   | 행신역                            | ↔        | 원흥역                    | 소만마을, 가라뫼, 온무시사거리, 원흥지구(4·7단지 경유) | 13~18              |               |                                                                 |  |
| 024B | 보람운수   | 행신역                            | ↔        | 원흥역                    | 강매역, 원흥지구(5·6, 2·3, 1단지) | 20                 |               |                                                                 |  |
| 025  | 관산운수   | 고골                              | ↔        | 삼송역                    | 가장동, 고양외고, 관산삼거리, 관산동, 필리핀참전비, 대자동, 서울시립승화원, 신원동 | 20~25              | 25            |                                                                 |  |
| 026  | 관산운수   | 내유1통                           | ↔        | 고양초등학교              | 국제법률경영대학원, 안골삼거리, 내유초등학교, 가장동, 고양외고, 관산삼거리, 관산동, 필리핀참전비, 대자동, 중부대학교 고양캠퍼스, 윤창아파트 | 30~40              | 26            |                                                                 |  |
| 027  | 화정교통   | 달빛2단지                         | ↔        | 화정역                    | 화수고등학교, 은빛5단지, 덕양구청 | 5~10               | 6             |                                                                 |  |
| 028  | 화정교통   | 달빛1단지                         | ↔        | 화정역                    | 화정1동, 달빛3단지, 덕양구청 | 5~10               | 6-1           |                                                                 |  |
| 029  | 화정교통   | 화정역                            | ↔        | 원당역                    | 덕양구청, 명지병원, 화수초등학교, 화정1동, 달빛1단지, 고양어울림누리, 성사2동, 성사1동 | 20(일,공휴일 40분) | 6-4           |                                                                 |  |
| 030  | 보람운수   | 강고산(강매)                      | ↔        | 명지병원                  | 소만마을, 무원마을, 행신역, 행신2동, 무원초등학교, 신능중학교, 고양경찰서, 화정역, 화정고등학교 | 40~60              | 5             |                                                                 |  |
| 031  | 보람운수   | 별빛마을8단지                     | →        | 화정역                    | 별빛마을9,10단지, 롯데마트 화정점 | 10~15              | 6-2           |                                                                 |  |
| 032  | 보람운수   | 화정역                            | ↔        | 서정마을5단지             | 화정중앙공원, 옥빛마을, 행신1동, 무원고등학교, 무원마을, 행신역, 서정마을 | 10~15              | 7             |                                                                 |  |
| 033  | 여산교통   | 중부대학교 고양캠퍼스             | ↔        | 삼송역                    | 고양동시장, 벽제역, 신원2단지, 오금동입구 | 30                 |               |                                                                 |  |
| 034  | 부광운수   | 사리현동문아파트                  | ↔        | 풍산역                    | 벽제초교, 문봉고개, 송암고교, 중산공원 |                    |               |                                                                 |  |
| 035  | 보람운수   | 원당시장                          | ↔        | 행신역                    | 성사1동, 흥도동, 강고개, 원흥6단지, 온무시사거리, 도내, 온무시사거리, 서정마을, 가라뫼, 소만마을 | 30~60              | 20            |                                                                 |  |
| 036  | 관산운수   | 관산동 벽제시장                   | ↔        | 오미산주유소              | 고양외고, 관산삼거리, 가장동, 내유초등학교, 내유동, 오목골, 국제공원, 고봉동, 성석초등학교 | 20~40              | 38            |                                                                 |  |
| 037  | 관산운수   | 설문동                            | ↔        | 삼송역                    | 지영동, 사리현마을, 벽제초등학교, 사리현동, 관산삼거리, 고양외고, 관산동, 필리핀참전비, 대자동, 서울시립승화원, 신원동, 오금동 | 10~12              | 13            |                                                                 |  |
| 038  | 백마운수   | 마골                              | ↔        | 화정역                    | 성석초등학교, 고봉동, 벽제초등학교, 쥬쥬테마동물원, 삼릉역, 성사고등학교, 원당시장, 성사1동, 고양어울림누리, 달빛마을, 화정1동, 덕양구청 | 13~15              | 38-1          |                                                                 |  |
| 039  | 백마운수   | 위시티                            | ↔        | 현대백화점                | 풍산동행복센터, 백마역, 강촌마을1단지, 일산동구청, 대화역, 킨텍스 제1전시장 | 10~12              |               |                                                                 |  |
| 040  | 홍성       | 호반22단지후문                    | ↔        | 신원동                    | 고양동산초등학교, 고양중학교, 삼송초등학교, 명현학교, 세수동, 삼송역, 오금동입구 | 20~30              | 1-1           |                                                                 |  |
| 041  | 홍성       | 호반9단지                         | ↔        | 서삼릉                    | 신원마을, 오금동입구, 삼송역, 세수동, 삼송초등학교, 농협대학 | 20~30              | 1             |                                                                 |  |
| 042  | 홍성       | 삼송역                            | ↔        | 은평공영차고지            | 창릉동, 용현마을, 서오릉, 용두초등학교, 용두동, 화전사거리, 한국항공대역, 덕은동, 은평공영차고지 | 40~60              | 2             |                                                                 |  |
| 043  | 홍성       | 삼송역                            | ↔        | 원당역                    | 세수동, 삼송초등학교, 고양중학교, 고양동산초등학교, 용현마을, 용두사거리, 창릉교, 흥도동, 성사1동 | 60                 | 1-3           |                                                                 |  |
| 045  | 홍성       | 용두사거리                        | ↔        | 화정역                    | 용두삼거리, 원흥지구, 흥도동, 원당역, 원당시장, 고양어울림누리 | 30                 |               |                                                                 |  |
| 046  | 홍성       | 삼송역                            | ↔        | 이케아, 롯데아울렛 고양점 | 세수동, 삼송초등학교, 고양중학교, 삼송마을18~20단지, 원흥역, 원흥단독주택단지, 원흥1~6단지 | 15~20              |               | 전차량 저상버스 운행 2014년 12월 8일부터 045번과 분리·신설 운행 |  |
| 047  | 홍성       | 원흥역                            | ↔        | 뉴코리아CC                | 삼송초등학교, 세수동, 삼송역, 오금동입구, 호반9단지 | 20                 |               |                                                                 |  |
| 048  | 홍성       | 삼송역                            | ↔        | 신원초등학교 현대8단지    | 세수동, 삼송초등학교, 호반9단지 | 15~20              |               |                                                                 |  |
| 050  | 백마운수   | 필리핀참전비                      | ↔        | 일산동구청(호수공원)      | 고양외고, 문봉고개, 식사동, 동국대병원, 강촌마을1단지 | 60                 | 03            |                                                                 |  |
| 051  | 여산교통   | 고양시장                          | ↔        | 성촌마을                  | 고양초등학교, 응달마을, 선유동 | 30~35              | 5-1           |                                                                 |  |
| 052  | 여산교통   | 푸른마을10단지                    | ↔        | 지축역                    | 고양동삼거리, 목암초중학교, 푸른마을, 고양동사거리, 고양동시장, 응달마을, 벽제역, 선유동, 삼하리, 비석거리, 오금동고개, 효자동 | 10~15              | 5-2           |                                                                 |  |
| 053  | 여산교통   | 상곡마을                          | ↔        | 삼송역                    | 고양동삼거리, 목암초중학교, 푸른마을, 고양동사거리, 고양동시장, 응달마을, 벽제역, 대자삼거리, 서울시립승화원, 신원동, 오금동입구 | 15~20              | 5             |                                                                 |  |
| 055  | 여산교통   | 미래빌라                          | ↔        | 삼성군인아파트            | 고양일고등학교, 고양동시장, 고양동사거리, 푸른마을, 목암초중학교 | 30~35              | 8             |                                                                 |  |
| 056  | 대화교통   | 도촌 멱절 서촌                    | ↔        | 백신고등학교              | 대송중학교, 대화중학교, 고양종합운동장, 대화역, 장성초등학교, 일산대진고등학교, 대화동, 신일비즈니스고등학교, 동해운수, 일산시장, 현대홈타운, 신일초등학교, 문화초등학교, 강선초등학교, 강선마을, 일산경찰서, 일산동구청, 마두역, 호수마을, 백신초등학교                         | 9~10 (30)          | 11            | 도촌, 서촌, 멱절행은 각각 행선지 별로 약 30분 간격으로 운행     |  |
| 057  | 대화교통   | 가좌마을 (한화아파트)             | ↔        | 일산동구청                | 가좌고등학교, 가좌동, 송포초등학교, 가좌동사거리, 고양종합운동장, 대화역, 일산서구청, 백병원, 문촌마을, 주엽역, 일산경찰서 | 8~10               | 11-1          |                                                                 |  |
| 058  | 관산운수   | 덕이동문3차아파트                 | ↔        | 킨텍스                    | 고양예술고등학교, 공단사거리, 덕이중학교, 하이파크시티, 덕이초등학교, 성저리, 농수산물센터, 대화역, 백병원, 장촌초등학교, 원마운트 | 10~12              | 11-2          |                                                                 |  |
| 059  | 관산운수   | 대화역                            | ↔        | 거그뫼                    | 농수산물센터, 가좌마을, 구산동 | 40~60              |               |                                                                 |  |
| 060  | 한진교통   | 화정역                            | ↔        | 소만마을1,2,3단지         | 롯데마트 화정점, 고양경찰서, 토당육교, 능곡초등학교, 능곡역, 행주동, 시립도서관, 무원마을, 행신역, 소만마을, 가라뫼 | 10~12              | 16            |                                                                 |  |
| 061  | 대화교통   | 대화마을엘지자이정문              | ↔        | 일산동구청                | 대송중학교, 대화중학교, 고양종합운동장, 대화역, 일산서구청, 백병원, 문촌마을, 주엽역, 강선마을, 일산경찰서 | 15~20              |               |                                                                 |  |
| 062  | 대화교통   | 이마트 킨텍스점                   | ↔        | 가좌마을                  | 현대백화점, 킨텍스, 장촌초등학교, 대화역, 고양종합운동장, 대화중학교, 대송중학교, 대화마을, 송포초등학교 | 24~25              | 7(도시형)→12  |                                                                 |  |
| 065  | 대림교통   | 화정역                            | ↔        | 서정마을1단지             | 롯데마트 화정점, 고양경찰서, 능곡고등학교, 능곡중학교, 시립도서관, 행신동삼거리, 무원마을, 행신역, 소만마을, 가라뫼 | 8~10               | 15            |                                                                 |  |
| 066  | 신일산교통 | 탄현동차고지                      | ↔        | 국립암센터                | 홀트학교, 일산동고등학교, 탄현큰마을, 상탄초등학교, 일산시장, 산들마을, 일산역, 신촌초등학교, 오마중학교, 문촌초등학교, 주엽역, 강선마을, 일산경찰서, 일산동구청, 마두역, 금계초등학교, 이마트 일산점, 백석초등학교, 마두1동, 정발고등학교                                       | 6~9                | 22            |                                                                 |  |
| 068  | 신일산운수 | 장항동                            | ↔        | 일산동구청                | 장항굴다리, 장항1동, 일산농협, 백석역, 흰돌마을, 마두역 | 20~25              | 22-1          |                                                                 |  |
| 069  | 신일산운수 | 능곡역                            | ↔        | 신평SK주유소              | 능곡초등학교, 능곡삼거리, 삼성당, MBC송출국 | 45~55              |               |                                                                 |  |
| 070  | 부광운수   | 청원레이처빌                      | ↔        | 이마트 일산점             | 상감천마을, 고양실업고등학교, 고봉초등학교, 중산고등학교, 중산사거리, 중산공원, 안곡초등학교, 모당초등학교, 하늘마을, 풍산역, 애니골입구, 정발마을, 정발고등학교, 국립암센터, 정발중학교, 일산동구청, 마두역                                                                     | 20~27              | 7             |                                                                 |  |
| 071  | 남정여객   | 풍산역                            | ↔        | 장월                      | 하늘마을, 일산복음병원, 일산시장, 이마트 탄현점, 탄현역, 태극단사거리, 덕이동로데오거리, 한산초등학교, 덕이고등학교, 하이파크시티, 덕이중학교, 고양예술고등학교, 덕이동문아파트, 두신마을사거리, 송포초등학교, 가좌고등학교, 노루뫼, 장월교                                      | 20~30              | 15            |                                                                 |  |
| 072  | 남정여객   | 능곡역                            | ↔        | 산황동                    | 능곡초등학교, 별빛공원, 화정역, 덕양구청, 명지병원, 대장1리, 대장17통, 내곡1동 | 20~30              | 2             |                                                                 |  |
| 074  | 남정여객   | 후곡동부아파트                    | ↔        | 하이파크1단지             | 신일비즈니스고등학교, 이마트 탄현점, 탄현역, 태극단사거리, 덕이동로데오거리, 덕이고등학교, 하이파크시티 | 15~20              |               |                                                                 |  |
| 075A | 홍성       | 삼송역                            | ↔        | 디지털미디어시티역        | 세수동, 명현학교, 고양중학교, 호반22단지, 용현마을사거리, 용두사거리, 용두삼거리, 용두동, 화전사거리, 한국항공대역, 덕은동, 수색교, 수색역 | 20                 | 75            |                                                                 |  |
| 075B | 홍성       | 세원마을입구                      | ↔        | 디지털미디어시티역        | 원흥역, 원흥지구, 용두동, 화전사거리, 한국항공대역, 덕은동, 수색교, 수색역 | 20                 | 75            |                                                                 |  |
| 076  | 주원교통   | 원신동 행정복지센터               | ↔        | 오금동종점                | 신원동, 신원초등학교, 삼송초등학교, 명현학교, 세수동, 삼송역, 신원3단지, 큰골 | 30~40              | 12-1          |                                                                 |  |
| 077  | 주원교통   | 삼송역                            | ↔        | 사기막골                  | 지축차량사업소, 지축역, 지축동, 진관중고등학교, 상림은평뉴타운, 입곡삼거리, 백화사, 흥국사, 북한산성입구, 효자동 | 20~30              | 12            |                                                                 |  |
| 078  | 부광운수   | 해태쇼핑                          | ↔        | 마두역                    | 중산고등학교, 홀트학교, 일산동고등학교, 탄현큰마을, 상탄초등학교, 현산초등학교, 현산중학교, 푸르지오아파트, 일산서구보건소, 신일초등학교, 일산3동, 일산국제컨벤션고등학교, 발산중학교, 일산경찰서, 일산동구청, 이마트 일산점, 금계초등학교, 백석동우체국, 고양종합터미널, 백석역 | 14~15              |               |                                                                 |  |
| 079  | 남정여객   | 일산시장                          | ↔        | 두신마을회관              | 일산구터미널, 현산중학교, 현산초등학교, 탄현역, 태극단사거리, 덕이동로데오거리, 송산동, 덕이초등학교, 덕이주유소, 가좌동사거리, 송포초등학교, 가좌동, 가좌마을, 두신마을사거리                                                                                                   | 60~70              |               |                                                                 |  |
| 080  | 대호운수   | 위시티2,4단지                     | ↔        | 현대백화점                | 위시티, 동국대학교 일산병원, 은행마을, 풍3동, 풍산동, 백마역, 백마중학교, 백석고등학교, 백신중학교, 이마트 일산점, 마두역, 일산동구청, 일산경찰서, 강선마을, 주엽역, 문촌마을, 현대백화점                                                                                        | 7~8                | 100           |                                                                 |  |
| 081  | 대호운수   | 식사동                            | ↔        | 풍산역                    | 식사공단, 위시티, 동국대학교 일산병원, 숲속마을, 풍산동, 백마역, 백마중학교, 백석고등학교, 백신중학교, 이마트 일산점, 마두역, 일산동구청, 고양세무서, 라페스타, 일산경찰서사거리, 저동초등학교, 저동중고등학교, 정발산동, 일산복음병원, 모당초등학교, 하늘마을                   | 7~13               | 100-1         |                                                                 |  |
| 082  | 대호운수   | 숲속마을8단지                     | ↔        | 원마운트                  | 풍동고등학교, 다솜초등학교, 숲속마을, 풍산동, 백마역, 백송마을, 일산병원, 백석역, 흰돌마을, 마두역, 일산동구청, 일산경찰서, 강선마을, 주엽역, 문촌마을, 일산서구청, 대화역, 고양종합운동장, 대화중학교, 킨텍스, 현대백화점                                                       | 6~7                | 101           |                                                                 |  |
| 087  | 백마운수   | 설문동 대원리                     | ↔        | 밤가시마을                | 그린시티동문아파트, 고봉동주민센터, 위시티, 동국대병원, 애니골, 풍산역, 정발산동주민센터 | 40~60              |               |                                                                 |  |
| 088  | 관산운수   | 삼송역                            | ↔        | 내유동종점                | 신원마을, 대자삼거리, 필리핀참전비, 관산동 벽제시장 | 20-60              |               |                                                                 |  |
| 089  | 대호운수   | 백석역                            | →        | 원마운트                  | 코스트코, 흰돌마을, 마두역, 일산동구청, 일산경찰서, 강선마을, 주엽역, 문촌마을, 장촌공원사거리, 현대백화점, 한수초등학교 | 9~10               | 101-1         |                                                                 |  |
| 090  | 신일산운수 | 탄현동차고지                      | ↔        | 하늘마을3단지             | 홀트학교, 일산동고등학교, 탄현큰마을, 상탄초등학교, 한뫼초등학교, 일산중고등학교, 성저초등학교, 농수산물센터, 성저마을, 대화역, 일산서구청, 백병원, 문촌마을, 주엽역, 강선마을, 발산중학교, 일산국제컨벤션고등학교, 신일중학교, 산들마을, 안곡중고등학교, 하늘마을               | 5~10               | 9, 9-3 (통합) |                                                                 |  |
| 091  | 신일산운수 | 고봉초등학교 중산고등학교         | ↔        | 대화역                    | 중산사거리, 중산마을, 일산2동, 일산서구보건소, 신일초등학교, 문화초등학교, 강선초등학교, 주엽역, 문촌초등학교, 오마초등학교, 신촌초등학교, 신일비즈니스고등학교, 주엽고등학교, 일산서구청                                                                                        | 11~14              | 9-1           |                                                                 |  |
| 092  | 신일산운수 | 탄현동 (일산에듀포레푸르지오후문) | ↔        | 탄현역                    | 탄현임광진흥아파트, 일산동고, 호곡초중교, 탄현동문아파트, 탄현큰마을 | 25~30              |               |                                                                 |  |
| 093  | 주원교통   | 신원마을2단지후문                 | ↔        | 삼송역                    | 신원초등학교, 호반9단지, 고양중학교, 세수동, 신원마을 | 15~20              |               |                                                                 |  |
| 094  | 주원교통   | 삼송역                            | ↔        | 오금동                    | 오금동입구, 신원3단지 후문, 신원2단지 | 30                 |               |                                                                 |  |
| 095  | 신일산운수 | 고양종합운동장                    | ↔        | 강선마을                  | 대화역, 장성초교, 성저마을(1, 5~14), 문촌마을, 주엽역 | 20~30              |               |                                                                 |  |
| 097  | 금명교통   | 원당역                            | ↔        | 식사동                    | 성사1동, 원당시장, 고양시청, 원당중학교, 식사오거리, 식사삼거리, 고양가구공단, 동국대학교 일산병원, 위시티, 양일초등학교 | 8~10               | 33            |                                                                 |  |
| 098  | 금명교통   | 원당역                            | ↔        | 동국대학교병원            | 성사1동, 원당시장, 고양시청, 원당중학교, 식사오거리, 은행마을, 고양가구공단 | 50~55              | 33-1          |                                                                 |  |
| 099  | 금명교통   | 원당역                            | ↔        | 위시티1,2단지             | 성사1동, 원당시장, 고양시청, 원당중학교, 식사오거리, 은행마을, 숲속마을, 동국대학교 일산병원, 위시티 | 8~10               | 33-2          |                                                                 |  |

### 인접 지역 노선
| 지역   | 노선 |
| ------ | ---- |
| 양주시 | 15-1 |
| 파주시 | 060  |

## 사진

080번
081번